# جيمي روش
جيمي روش (بالسويدية: Jamie Roche)‏ هو لاعب كرة قدم سويدي، ولد في 14 أكتوبر 2001.